# Діліп Тіркей
Діліп Тіркей (25 листопада 1977) — індійський хокеїст на траві.
Учасник Олімпійських Ігор 1996, 2000, 2004 років.
Переможець Азійських ігор 1998 року, срібний призер 2002 року.
Чемпіон Азії 2003, 2007 років, бронзовий призер 1999 року.